# Dilmum
Dilmum (Dilmun) ou Telmum (Telmun) é associada a sítios da Antiguidade na ilha do Barém, no golfo Pérsico. Devido à sua localização junto à rota de comércio marítima que ligava a Mesopotâmia à civilização do Vale do Indo, Dilmum desenvolveu-se fortemente durante a Idade do Bronze, por volta de de 3 000 a.C., tornando-se um dos maiores entrepostos de comércio do mundo antigo.
Dilmum, às vezes descrita como 'o local onde nasce o sol' e 'a Terra dos Vivos' é o corolário de um mito de criação suméria e o lugar onde o deificado herói sumério do dilúvio, Ziusudra (nome sumério de Noé – conferir também o conceito de Utnapistim), foi acolhido pelos deuses para viver eternamente. Após seu real declínio, Dilmum desenvolveu uma mitologia estilizada envolvendo jardins de exótica perfeição de forma tal que parece ter chegado a influenciar o conceito de Jardim do Éden. Também, num processo às avessas, baseando-se no tópico de forma mais literal, alguns tentaram estabelecer a presença dum paraíso em Dilmum.

## História
O Museu Nacional do Barém estabelece a Idade de Ouro de Dilmum no período que se estende desde 2 200 até 1 600 a.C., enquanto que seu declínio data do tempo em que a civilização do Vale do Indo entrou em colapso repentina e misteriosamente, em meados do segundo milênio a.C. Obviamente isso privaria Dilmum de sua importância como centro comercial entre a Mesopotâmia e a Índia. A queda do grande comércio marítimo com o leste pode haver afetado a transferência de poder em direção ao norte, fato que pode ser observado na própria Mesopotâmia.
Evidências sobre culturas humanas do período neolítico em Dilmum provêm de ferramentas e armas silícicas. Em períodos posteriores, tabuinhas em cuneiforme, selos cilíndricos, cerâmica e até correspondência entre reis lançam Dilmum à ribalta. Registros escritos mencionando o arquipélago existem em fontes sumérias, acádias, persas, gregas e latinas.
Há informações de que Dilmum subsistiu sob o poder da Assíria no século VIII a.C., sendo inteiramente reincorporada ao Império Neobabilônico em 600 a.C. A cidade então cairia num profundo eclipse marcado pelo declínio do comércio de cobre, até o momento controlado por Dilmum, passando a um papel muito menos importante no comércio de olíbano e especiarias. A descoberta de um impressionante palácio na área de Ras Alcalá no Barém traz a promessa de maiores esclarecimentos acerca desse período tardio.
Para além disso, o passado se mostra inacessível, não provendo qualquer informação até a passagem de Nearco, almirante responsável pela frota de Alexandre, o Grande, quando retornava do Vale do Indo. Nearco manteve-se fiel ao trajeto marcado pela passagem adjacente à costa iraniana do Golfo, de forma que seja improvável haver parado em Dilmum. O almirante estabeleceu uma colônia na ilha de Falaica, ao largo da costa do Cuaite no fim do século IV a.C. e explorou o golfo tendo talvez chegado tão ao sul quanto as fronteiras de Dilmum/Barém. No período que abrange Nearco até a vinda do Islã no século VII Dilmum/Barém ficara conhecida pela denominação grega de Tilos (Τύλος). A área foi anexada por Sapor I (r. 240–270) à Arábia Oriental, aquando sua incorporação ao Império Sassânida no século IV.

### Comércio
Marcas de selos de argila e sinais de cordas ou sacas do lado inverso dos embrulhos de mercadorias, originários da cidade de Harapa, na região do Vale do Indo, mostram que essas técnicas eram evidentemente usadas como selos de proteção de mercadoria. Um número considerável desses selos provindos do Vale do Indo foram encontrados em Ur e outras cidades mesopotâmicas. Os selos oriundos do "Golfo Pérsico", que tinham forma circular, diferentemente daqueles usados em Dilmum, que tinham forma cilíndrica, aparecem em Lotal, cidade da região de Guzerate, na Índia, em Failacá e na Mesopotâmia, corroborando de forma decisiva a crença de que existia um comércio marítimo de longa-distância – o que não se pode especificar é em que, exatamente, consistia esse comércio. Entre os bens enviados à Mesopotâmia encontravam-se madeira, marfim, lápis-lazúli, ouro e outros bens de luxo como cornalina e contas de pedra vidradas, pérolas do Golfo e ornamentos feitos de conchas e ossos. Tudo isso em troca de prata, estanho, tecidos de lã, talvez óleo e grãos, além de alimentos outros. Lingotes de cobre e muito provavelmente o betume, que eram comuns na Mesopotâmia, podem ter sido trocados por tecidos de algodão e galinhas, produtos abundantes na região do Indo e não próprios da região mesopotâmica.
Documentos de comércio mesopotâmicos, lista de mercadorias e inscrições oficiais mencionando Meluhha suplementam os selos de Harapa e os achados arqueológicos. Apesar das referências literárias ao comércio de Meluhha datarem do período acádio, da Terceira Dinastia de Ur e do período de Isin-Larsa (ou seja, o intervalo compreendido entre 2 350 e 1 800 a.C.), as transações comerciais provavelmente iniciaram-se no Antigo Período Dinástico (aprox. 2 600 a.C.). Algumas ânforas podem haver sido levadas aos portos mesopotâmicos, mas no período Isin-Larsa Dilmum já monopolizava o comércio. Já no subsequente antigo período babilônico, o comércio entre as duas culturas havia cessado por completo.

### Dilmum noLivro de Urântia
Dilmum: De acordo com O Livro de Urantia, no Documento 77, foi uma Antiga cidade Nodita fundada após a submersão de Dalamantia; Quartel general da raça e da cultura dos descendentes de Nod.